# Fissidens jeffreyi
Fissidens jeffreyi är en bladmossart som beskrevs av Maurice Bizot och Bruggeman-nannenga 1997. Fissidens jeffreyi ingår i släktet fickmossor, och familjen Fissidentaceae. Inga underarter finns listade i Catalogue of Life.